# Flugplatz Neujellingsdorf

i7
i11
i13
Der Flugplatz Neujellingsdorf ist ein Sonderlandeplatz ohne jegliche feste Bebauung. Private Kleinflugzeuge dürfen nach Absprache mit dem Flugplatzhalter starten und landen. Die Landebahn des Flugplatzes, der sich auf der schleswig-holsteinischen Ostseeinsel Fehmarn befindet, misst eine Länge von 590 Metern.
Hauptzweck des Flugplatzes sind die von dort stattfindenden Inselrundflüge, die insbesondere zur Blütezeit des Rapses im Mai bei Touristen und Einheimischen beliebt sind.